# Młodzieżowe Mistrzostwa Polski Par Klubowych na Żużlu 2010
Młodzieżowe Mistrzostwa Polski Par Klubowych na Żużlu 2010 – zawody żużlowe, mające na celu wyłonienie medalistów młodzieżowych mistrzostw Polski par klubowych w sezonie 2010. Rozegrano trzy turnieje eliminacyjne oraz finał, w którym zwyciężyli żużlowcy Stali Gorzów Wielkopolski.

## Finał
- Gorzów Wielkopolski, 12 czerwca 2010
- Sędzia: Józef Piekarski

| Miejsce | Kluby                    | Suma  | Zawodnicy                                              | Punkty                                               |
| ------- | ------------------------ | ----- | ------------------------------------------------------ | ---------------------------------------------------- |
| złoto   | Caelum Stal Gorzów Wlkp. | 24 +3 | Łukasz Cyran Adrian Szewczykowski Paweł Zmarzlik       | 3 (2,1,–,–,–,–) 10 (1,2,2,1,2,2) 11 +3 (–,–,3,2,3,3) |
| srebro  | Unibax Toruń             | 24 +2 | Emil Pulczyński Kamil Pulczyński Bartosz Pietrykowski  | 17 +2 (3,3,3,3,2,3) 7 (0,1,2,2,1,1) ns               |
| brąz    | RKM Rybnik               | 20    | Kamil Fleger Rafał Fleger Sławomir Pyszny              | 8 (2,0,–,2,2,2) 11 (3,3,0,3,1,1) 1 (–,–,1,–,–,–)     |
| 4       | Marma Hadykówka Rzeszów  | 17    | Dawid Lampart Łukasz Kret                              | 16 (3,2,3,3,3,2) 1 (1,0,0,0,0,0)                     |
| 5       | Włókniarz Częstochowa    | 15    | Borys Miturski Artur Czaja                             | 13 (3,1,2,1,3,3) 2 (0,0,1,0,0,1)                     |
| 6       | Unia Leszno              | 15    | Sławomir Musielak Tobiasz Musielak Mateusz Łukaszewski | 9 (2,1,1,1,1,3) 6 (1,3,2,w,–,–) 0 (–,–,–,–,0,0)      |
| 7       | Tauron Azoty Tarnów      | 11    | Szymon Kiełbasa Jakub Jamróg                           | 8 (2,2,3,1,w,–) 3 (0,0,0,0,2,1)                      |

Bieg po biegu:
1. Miturski, S.Musielak, T.Musielak, Czaja
2. Lampart, Kiełbasa, Kret, Jamróg
3. Pulczyński, Cyran, Szewczykowski, K.Pulczyński
4. R.Fleger, K.Fleger, Miturski, Czaja
5. T.Musielak, Lampart, S.Musielak, Kret
6. E.Pulczyński, Kiełbasa, K.Pulczyński, Jamróg
7. R.Fleger, Szewczykowski, Cyran, K.Fleger
8. Lampart, Miturski, Czaja, Kret
9. Kiełbasa, T.Musielak, S.Musielak, Jamróg
10. E.Pulczyński, K.Pulczyński, Pyszny, R.Fleger
11. Zmarzlik, Szewczykowski, Miturski, Czaja
12. E.Pulczyński, K.Pulczyński, S.Musielak, T.Musielak (w)
13. Lampart, Zmarzlik, Szewczykowski, Kret
14. R.Fleger, K.Fleger, Kiełbasa, Jamróg
15. Miturski, E.Pulczyński, K.Pulczyński, Czaja
16. Zmarzlik, Szewczykowski, S.Musielak, Łukaszewski
17. Lampart, K.Fleger, R.Fleger, Kret
18. Miturski, Jamróg, Czaja, Kiełbasa (w)
19. S.Musielak, K.Fleger, R.Fleger, Łukaszewski
20. E.Pulczyński, Lampart, K.Pulczyński, Kret
21. Zmarzlik, Szewczykowski, Jamróg, Kiełbasa (ns)
22. Bieg o złoty medal: Zmarzlik, E.Pulczyński